# Certificat d'études du premier degré
Pour les articles homonymes, voir Certificat d'études.
Le Certificat d'Études du Premier Degré, abrégé CEPD, est un diplôme donné aux élèves togolais après six années d'école, c'est-à-dire à la sixième réussie par cet examen.
Après cela, les élèves peuvent aller au collège pour atteindre le BEPC (Brevet d'Études du Premier Cycle) en fin de troisième.